# Scottish War Emergency Cup
Der Scottish War Emergency Cup (deutsch: Schottischer Notfall Kriegspokal) wurde im Jahr 1940 nach Ausbruch des Zweiten Weltkriegs im Jahr 1939 anstelle des Scottish FA Cup einmalig ausgetragen. Es war gleichzeitig der letzte vollständig ausgetragene Wettbewerb vor dem Ende des Zweiten Weltkriegs 1945. Zur Wiederaufnahme kam es in der Saison 1946/47. Der schottische Fußball-Pokalwettbewerb begann am 24. Februar 1940 und endete mit dem Finale am 4. Mai 1940 im Hampden Park von Glasgow. Im Endspiel um den Scottish War Emergency Cup standen sich die Glasgow Rangers und Dundee United gegenüber. Die Rangers gewannen das Finale durch ein Tor von Jimmy Smith mit 1:0. 

## 1. Runde
Ausgetragen wurden die Hinspiele am 24. Februar 1940. Die Rückspiele fanden und 2. März 1940 statt. 
|                      | Gesamt  |                     | Hinspiel | Rückspiel |
| -------------------- | ------- | ------------------- | -------- | --------- |
| Albion Rovers        | 4:3     | FC Aberdeen         | 3:3      | 1:0       |
| Alloa Athletic       | 3:6     | Glasgow Rangers     | 1:4      | 2:2       |
| Celtic Glasgow       | 4:5     | Raith Rovers        | 4:2      | 0:3       |
| FC Clyde             | 3:2     | FC East Fife        | 3:1      | 0:1       |
| FC Dumbarton         | 6:3     | FC Arbroath         | 4:3      | 2:0       |
| FC Dundee            | 2:4     | Third Lanark        | 1:1      | 1:3       |
| FC Falkirk           | 5:4     | Hibernian Edinburgh | 5:0      | 0:4       |
| Hamilton Academical  | 8:5     | FC Stenhousemuir    | 7:1      | 1:4       |
| FC St. Johnstone     | 2:6     | Heart of Midlothian | 2:1      | 0:5       |
| FC Kilmarnock        | 3:2     | Ayr United          | 1:0      | 2:2       |
| FC King’s Park       | 6:9     | FC Motherwell       | 4:6      | 2:3       |
| Partick Thistle      | 3:5     | Dundee United       | 2:4      | 1:1       |
| FC Queen’s Park      | 4:5     | Airdrieonians FC    | 3:2      | 1:3       |
| FC St. Bernard’s     | 1:10    | Greenock Morton     | 1:5      | 0:5       |
| FC St. Mirren        | 7:4     | Queen of the South  | 6:0      | 1:4       |
| Dunfermline Athletic | Freilos |                     |          |           |

## Achtelfinale
Ausgetragen wurden die Begegnungen am 9. März 1940. Die Wiederholungsspiele fanden am 11. März 1940 statt.
|                     | Ergebnis |                      |
| ------------------- | -------- | -------------------- |
| FC Clyde            | 3:1      | Dunfermline Athletic |
| FC Dumbarton        | 0:2      | Airdrieonians FC     |
| Dundee United       | 7:1      | Third Lanark         |
| FC Falkirk          | 0:0      | Glasgow Rangers      |
| Hamilton Academical | 0:2      | FC St. Mirren        |
| Heart of Midlothian | 2:1      | Raith Rovers         |
| FC Kilmarnock       | 2:1      | Albion Rovers        |
| Greenock Morton     | 1:1      | FC Motherwell        |

### Wiederholungsspiele
|                 | Ergebnis |                 |
| --------------- | -------- | --------------- |
| FC Motherwell   | 5:2      | Greenock Morton |
| Glasgow Rangers | 3:2      | FC Falkirk      |

## Viertelfinale
Ausgetragen wurden die Begegnungen am 23. März 1940. Die Wiederholungsspiele fanden am 27. März und 1. April 1940 statt.
|                  | Ergebnis |                     |
| ---------------- | -------- | ------------------- |
| Airdrieonians FC | 0:0      | Heart of Midlothian |
| Dundee United    | 3:0      | FC Kilmarnock       |
| FC Motherwell    | 3:0      | FC Clyde            |
| Glasgow Rangers  | 3:1      | FC St. Mirren       |

### Wiederholungsspiele
|                     | Ergebnis      |                  |
| ------------------- | ------------- | ---------------- |
| Heart of Midlothian | * 2:2 n. V. * | Airdrieonians FC |

### 2. Wiederholungsspiel
|                     | Ergebnis |                  |
| ------------------- | -------- | ---------------- |
| Heart of Midlothian | 3:4      | Airdrieonians FC |

## Halbfinale
Ausgetragen wurden die Begegnungen am 13. April 1940. Das Wiederholungsspiel fand am 17. April 1940 statt.
|                 | Ergebnis |                  |
| --------------- | -------- | ---------------- |
| Dundee United   | *0:0 *   | Airdrieonians FC |
| Glasgow Rangers | **4:1 ** | FC Motherwell    |

### Wiederholungsspiel
|               | Ergebnis |                  |
| ------------- | -------- | ---------------- |
| Dundee United | *3:1 *   | Airdrieonians FC |

## Finale
| Glasgow Rangers                       | Glasgow Rangers | Dundee United | Dundee United |
| ------------------------------------- | --- | --- | ------------- |
| Glasgow Rangers                       | \| Finale \| \| 4. Mai 1940 in Glasgow (Hampden Park) \| \| Ergebnis: 1:0 (0:0) \| \| Zuschauer: 75.000 \| \| Schiedsrichter: W. Webb \| \| Spielbericht \|                        | \| Finale \| \| 4. Mai 1940 in Glasgow (Hampden Park) \| \| Ergebnis: 1:0 (0:0) \| \| Zuschauer: 75.000 \| \| Schiedsrichter: W. Webb \| \| Spielbericht \|                                     | Dundee United |
| Glasgow Rangers                       | Jerry Dawson – Dougie Gray, Jock Shaw, Bobby Bolt, Willie Woodburn, Tom McKillop, Willie Waddell, Willie Thornton, Jimmy Smith, Alex Venters, Adam Little Cheftrainer: Bill Struth | Charlie Thomson – Alex Miller, Tommy Dunsmore, Arthur Baxter, Jimmy Littlejohn, Jimmy Robertson, Alex Glen, Bobby Gardiner, Arthur Milne, Tommy Adamson, Norman Fraser Cheftrainer: Jimmy Allan | Dundee United |
| Glasgow Rangers                       | 1:0 Jimmy Smith (76.) | | Dundee United |
| Finale                                | | |               |
| 4. Mai 1940 in Glasgow (Hampden Park) | | |               |
| Ergebnis: 1:0 (0:0)                   | | |               |
| Zuschauer: 75.000                     | | |               |
| Schiedsrichter: W. Webb               | | |               |
| Spielbericht                          | | |               |